# Vrij op naam
De term vrij op naam, afgekort als v.o.n. of VON, wordt gebruikt bij de handel in vastgoed.
VON zegt iets over de samenstelling van de verkoopprijs.
Een verkoopprijs in de vastgoedhandel is "vrij op naam" als een aantal noodzakelijke bijkomende kosten (overdrachtsbelasting of btw en notariskosten) inbegrepen zitten bij de prijs. 
Een verkoopprijs is kosten koper (k.k.) als er geen bijkomende kosten zijn inbegrepen bij de prijs.
Kosten die niet strikt noodzakelijk zijn voor de overdracht, zijn niet inbegrepen, zoals: de kosten van een bankgarantie (bijvoorbeeld voor 10% van de koopsom), alle kosten die verband houden met een hypothecaire lening (taxatierapport, hypotheekakte) enzovoort.

## Praktijk in Nederland
- Nieuwbouw wordt in de regel vrij op naam aangeboden, dat wil zeggen inclusief btw en notariskosten (de transportakte en de kadastrale inschrijving).
- Bestaande bouw wordt in de regel kosten koper aangeboden. (Hier komen de overdrachtsbelasting (2% of 6%) en de notariskosten bij.)

Op 1 juli 2011 besloot het kabinet de overdrachtsbelasting op woningen tijdelijk van 6% naar 2% te brengen. Voor bedrijfsonroerendgoed geldt deze verlaging niet.

### Voorbeeld (2% overdrachtsbelasting, notariskosten: € 2.000)
- Bestaande bouw:

| Kostenkoper-prijs:    | € 100.000 |
| Overdrachtsbelasting: | € 2.000   |
| Notariskosten:        | € 2.000   |
| Totaal:               | € 104.000 |

- Nieuwbouw:

| Koopprijs:          | € 82.645  |
| Btw:                | € 17.355  |
| Notariskosten:      | € 2.000   |
| Vrij-op-naam-prijs: | € 102.000 |